# Kazubek (Sompolno)
Pour les articles homonymes, voir Kazubek.
Kazubek (prononciation : [kaˈzubɛk]) est un village polonais de la gmina de Sompolno dans le powiat de Konin de la voïvodie de Grande-Pologne dans le centre-ouest de la Pologne.
Il se situe à environ 8 kilomètres au sud de Sompolno (siège de la gmina), à 22 kilomètres au nord-est de Konin (siège du powiat) et à 110 kilomètres à l'est de Poznań (capitale régionale).

## Histoire
De 1975 à 1998, le village faisait partie du territoire de la voïvodie de Konin.

Depuis 1999, Kazubek est situé dans la voïvodie de Grande-Pologne.